# Рудолфс Балчерс
Рудолфс Балчерс (латис. Rūdolfs Balcers; 8 квітня 1997, Латвія) — латвійський хокеїст, лівий нападник. Виступає за «Ставангер Ойлерс» у GET-ligaen.
Виступав за «Вікінг Хокей», «Ставангер Ойлерс». 
У складі молодіжної збірної Латвії учасник чемпіонату світу 2015 (дивізіон IA). У складі юніорської збірної Латвії учасник чемпіонатів світу 2014 (дивізіон IA) і 2015.
Досягнення
- Чемпіон Норвегії (2015)